# 대홍려
대홍려(大鴻臚)는 고대 중국의 관직이다.

## 개요

### 진·전한
구경의 하나로, 귀순한 이민족의 관리를 맡은 전객(典客)을 기원으로 하며, 승(丞)을 두었다.
전한에서도 전객을 설치하였으며, 경제 때 대행령(大行令)으로 고쳤다가 태초 원년(기원전 104년) 대홍려로 고쳤다.
속관
- 행인령(行人令): 태초 원년에 대행령으로 고쳤다.
- 역관령(譯官令)
- 별화령(別火令): 태초 원년에 설치하였다.
- 군저장(郡邸長): 처음에는 소부에 배속되어 있었으며, 그 다음에는 중위에 배속되었었다.

각 속관은 승 1명씩을 두었다.

### 신
전악(典樂)으로 고쳤다.

### 후한
다시 대홍려로 고쳐 설치하였으며, 제후와 귀순한 주변 이민족을 관리하였다. 정원은 1명으로, 봉록은 중(中) 2천 석이었다. 종묘의 의례를 주관하였으며, 제후왕이 입조하였을 때의 의례도 도맡았다. 또한 태자 · 제후 · 제후의 습작자 · 책봉된 이민족은 대홍려가 불러들여 인수를 내렸다.
승 1명을 두었으며, 봉록은 600~1,000석이었다. 속관으로는 대행령 1명 · 대행승(大行丞) 1명, 예랑(禮郞) 47명이 있었다.

## 출전
- 반고, 《한서》 권19상 백관공경표(百官公卿表) 上
- 사마표, 《속한서》 백관지(百官志) 3